# Wilfred Austin Ebbels
Wilfred Austin Ebbels, britanski general, * 1898, † 1976.